# Tuchonín
Tuchonín är ett berg i Tjeckien.   Det ligger i regionen Mellersta Böhmen, i den centrala delen av landet, 26 km väster om huvudstaden Prag. Toppen på Tuchonín är 480 meter över havet.
Terrängen runt Tuchonín är platt åt nordost, men åt sydväst är den kuperad.Runt Tuchonín är det ganska tätbefolkat, med 108 invånare per kvadratkilometer. Närmaste större samhälle är Kladno, 11,1 km norr om Tuchonín. Trakten runt Tuchonín består till största delen av jordbruksmark.